# グラスピー

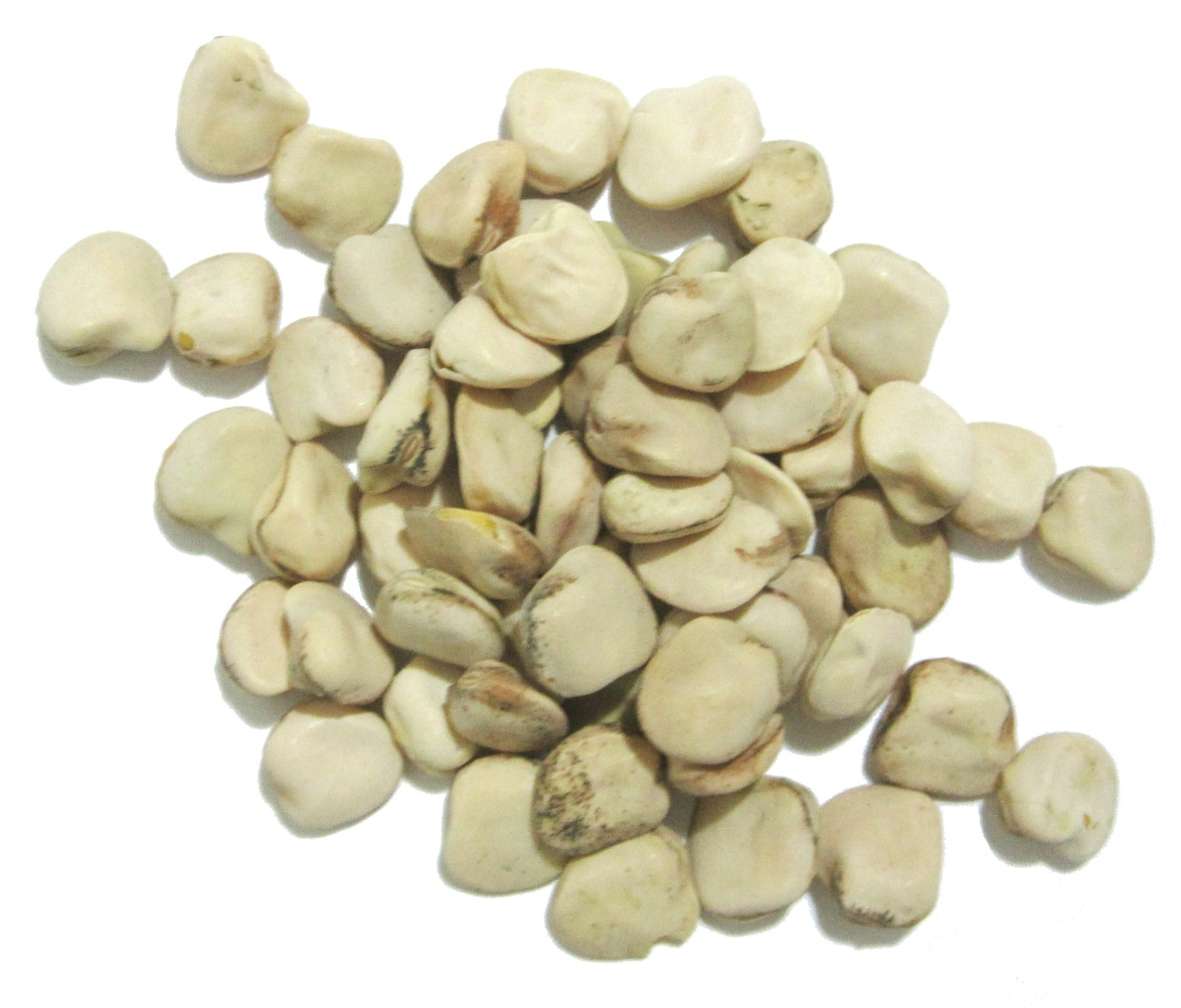
乾燥したグラスピーの種子

グラスピー（Grass pea、学名:Lathyrus sativus）は、マメ科レンリソウ属に属する植物。ガラスマメとも呼ばれ、また学名からラチルスピー、ラチルスマメとも呼ばれる。地中海沿岸から西アジア、インドにいたるまで広い範囲で栽培される食用植物で、豆を食用とするが、この種子には有毒成分が含まれ、多量に常食した場合下半身麻痺を引き起こす可能性がある。しかし、乾燥に強くやせ地でも生育し湿潤にも強く収量も多いため、他の作物が不作の時にも生育しやすく、そのためコムギ畑など他の作物と混栽されることが多い。
インドでは畑の後作や混栽などで広く栽培され、栽培面積は200万ヘクタールにのぼり、生産量も100万トンにのぼる。食べ方としてはそのまま煮たり、練ってチャパティにしたりする。収量は多く栄養価も高いが、多収と危険性のために価格は安くしばしば貧民の食糧とされる。
グラスピーの種子には神経毒性を持つアミノ酸の一種であるオキサリルジアミノプロピオン酸（ODAP、またはBOAA）が含まれているため、グラスピーを大量に食べることは下半身が麻痺するラチルス病（ラチリズム）という難病を引き起こす可能性がある。よく水にさらしたり何度もゆでこぼすことで無毒化することはできるが、この無毒化処理の際に栄養分が多く失われ、これを常食すると今度は栄養失調となりがちとなる。1日に200グラムまでの消費であれば中毒症状を起こさないことが知られており、実際にほかに食べ物のある時にはラチルス病が起こることはない。しかし、飢饉の際にはほかの植物が大打撃を受ける一方でグラスピーは順調に生育することが多く、そのため飢饉のときには貧困層は食糧の大半がグラスピーという状態になってしまう。こうした時に、ラチルス病は大流行する。ラチルス病は古代ギリシア時代から知られており、近年の流行としては、1940年から1941年にかけて内戦中のスペインで起きた流行や、1961年及び1975年にインドで起きた流行などがある。
対策として毒性の少ない改良品種が育成されたものの、収量や環境耐性に難があり、またグラスピーはそもそも捨て作りするものであって、グラスピーを栽培する大多数の農民には新品種を購入する資金も必要性もないため、普及は遅々として進んでいない。